# Darwin Joston
Darwin Joston (* 9. Dezember 1937 als Francis Darwin Solomon in Winston-Salem, North Carolina; † 1. Juni 1998 ebenda) war ein US-amerikanischer Schauspieler.

## Leben
Joston studierte Schauspiel an der University of North Carolina. Nach seinem Abschluss 1960 zog er nach New York City, wo er zunächst als Bühnenschauspieler tätig war. Mitte der 1960er Jahre zog er nach Los Angeles, wo er Gastrollen in verschiedenen Fernsehserien wie Lassie, Die Leute von der Shiloh Ranch und Der Chef erhielt. Sein Spielfilmdebüt hatte er 1971 an der Seite von John Carradine im Western Die im Sattel verrecken. Seine bekannteste Rolle spielte er 1976 in John Carpenters Action-Thriller Assault – Anschlag bei Nacht in der Rolle des Napoleon Wilson. Im Jahr darauf war er in einer Nebenrolle in David Lynchs Eraserhead zu sehen. 1980 folgte eine weitere Zusammenarbeit mit John Carpenter, in einer Nebenrolle als Gerichtsmediziner Dr. Phibes im Horrorfilm The Fog – Nebel des Grauens. Zwei Jahre drehte er zusammen mit seinem Assault – Anschlag bei Nacht-Co-Star Austin Stoker den Science-Fiction-Film Time Walker.
In den 1980er Jahren stand er immer seltener vor der Kamera. Bereits Ende der 1970er Jahre hatte er begonnen als Fahrer bei Filmproduktionen zu arbeiten, und ab Mitte der 1980er Jahre arbeitete er vor allem als „Transportation Captain“ und koordinierte Fahrzeuge und Fahrer. 1994 zog er sich aus dem Showgeschäft zurück und setzte sich in seiner Geburtsstadt zur Ruhe, wo er 1998 verstarb.
Joston war in zweiter Ehe verheiratet, aus seiner ersten Ehe ging ein Sohn hervor.

## Filmografie (Auswahl)

### Serien
- 1966: Lassie
- 1968: Die Leute von der Shiloh Ranch (The Virginian)
- 1970: Der Chef (Ironside)
- 1974: Ein Sheriff in New York (McCloud)
- 1984: Airwolf
- 1985: Polizeirevier Hill Street (Hill Street Blues)
- 1985: Knight Rider
- 1985: Remington Steele
- 1986: ALF

### Filme
- 1971: Die im Sattel verrecken (Cain's Cutthroats)
- 1976: Assault – Anschlag bei Nacht (Assault on Precinct 13)
- 1976: Killer-Schlangen (Rattlers)
- 1977: Eraserhead
- 1980: Von Küste zu Küste (Coast to Coast)
- 1980: The Fog – Nebel des Grauens (John Carpenter’s The Fog)